# West Rail Line (métro de Hong Kong)
La ligne du Réseau Ouest était une ligne du métro de Hong Kong. Elle traversait 12 stations de métro différentes entre Hung Hom à Kowloon et Tuen Mun.
C'était la seule ligne du métro hongkongais à permettre des correspondances avec le métro léger, au Nord-Ouest des Nouveaux Territoires. Elle a été fusionnée à la ligne Tuen Ma le 27 juin 2021.